# Erich Henschel
Erich Henschel (* 22. April 1907 in Görlitz; † 16. Oktober 1984 in Löwenstein-Hirrweiler) war ein deutscher Künstler.

## Leben
Von 1927 bis 1930 studierte er an der Staatlichen Kunstakademie in Königsberg in der Klasse der Professoren Burmann und Marten. Anschließend war er in der Klasse für Druck und Reklame von Joost Schmidt im Bauhaus in Dessau, wo er seine Lebensgefährtin, die Textilkünstlerin Ruth Henschel, geb. Josefek (1904–1982), kennengelernt hat und 1933 sein Abschlussdiplom erhielt. 1934 heiratete das Paar und ließ sich in Würzburg nieder, siedelte jedoch 1935 nach Königsberg, wo Henschel die künstlerische Leitung der Deutschen Ostmesse innehatte und Sonder- und Lehrschauen plante, während seine Frau ein eigenes Atelier für Textilkunst betrieb. Außer für die Ostmesse war Henschel als Grafiker auch für Firmen wie Ducolux und Schering tätig. 1941 wurde er zum Kriegsdienst zur Luftwaffe eingezogen. In den letzten Kriegsmonaten war er in Crailsheim stationiert, wohin ihm seine Frau auf der Flucht von Königsberg folgte. Nach der Rückkehr aus kurzer Kriegsgefangenschaft versuchte Henschel zunächst in München Fuß zu fassen, doch ließ sich das Paar 1947 in Löwenstein-Hirrweiler nieder, wo er künftig freischaffend im Bereich von Grafik- und Objektgestaltung tätig war. Nebenberuflich war er als Kunsterzieher in Lichtenstern tätig. Er war Mitglied im Künstlerbund Heilbronn.

## Werk
Zum gestalterischen Werk Erich Henschels aus der Zeit vor dem Zweiten Weltkrieg zählen die Messegestaltung der Deutschen Ostmesse und grafische Arbeiten für Ducolux und Schering. In der Nachkriegszeit hat er zunächst grafische Arbeiten und Messebauten für die NSU Motorenwerke, den Heilbronner Lebensmittelhersteller Knorr und die ebenfalls dort ansässige Firma Weipert erstellt. Ab 1958 begann eine langjährige Zusammenarbeit mit dem Diakonissen-Mutterhaus in Gunzenhausen sowie mit dem Waagen-Hersteller Soehnle in Murrhardt. Für die Diakonissen in Gunzenhausen hat er neben Kunst am Bau (Betonglasfenster im Diakonissen-Mutterhaus, im Kindergarten und im Städtischen Altersheim von Gunzenhausen, im Diakonissen-Festsaal in Berlin sowie im Feierabendhaus und in der Friedhofskapelle in Büchelberg) auch sakrale Objekte geschaffen. Weitere Kunst am Bau schuf er u. a. für das Ferienheim in Mosbach, das Alten- und Pflegeheim in Brackenheim und das Landratsamt in Heilbronn. Seine Arbeiten für Soehnle, neben Werbekampagnen und Produktdesign vor allem sein Entwurf des ab 1961 verwendeten Firmenlogos, erreichten auch eine breitere Öffentlichkeit.
Das gesamte Schaffen Henschels geht in seiner Stilistik auf die am Bauhaus gelehrte reduzierte Formensprache zurück. Viele seiner Arbeiten, sowohl Objekte wie auch Grafiken, sind aus einfachen geometrischen Mustern komponiert. Seine freien Arbeiten wie das Materialbild Statisch-Dynamisch bestehen oft aus farblosen Materialien mit glatten Oberflächen wie Plexiglas oder Gips, die die reduzierte Formensprache und die klare Linienführung unterstreichen. Erst in seinem Spätwerk fand Henschel auch zu Arbeiten aus verschiedenen Materialien, die ihre Spannung z. B. aus der Gegensätzlichkeit der Oberflächen beziehen.
Werke von Henschel befinden sich auch in öffentlichem Galeriebesitz, unter anderem im Bauhaus-Archiv Berlin. Eine repräsentative Werkschau fand anlässlich seines 100. Geburtstages in den Städtischen Museen Heilbronn statt.